# Synodontis petricola
Synodontis petricola (Синодонтіс скелястий) — вид риб з роду Synodontis родини Пір'явусі соми ряду сомоподібні.

## Опис
Загальна довжина сягає 11,5 см. Голова трохи сплощена зверху й сильно стиснута з боків, становить 3/10 загальної довжини риби. Очі помірно великі, складають 1/9 довжини голови. Рот великий, розташовано у нижній частині голови. Зуби на обох щелепах короткі, на нижній щелепі — 31—50. Губи широкі вкриті маленькими та тонкими сосочками. Є 3 пари вусів, на верхній щелепі — довга 1 пара. Нижні вуси сильно пір'ясті. Шкіра має велику кількість крихітних вертикальних складок. Передні краї перших променів спинного та грудних плавців з жорсткими колючками. Спинний плавець високий, з 1 жорстким променем, загнутим на кінці. Грудний плавець складається з 8—9 розгалужених променів. Черевні плавці — 1 жорсткий та 6 гіллястих променів. Жировий плавець великий, товстий. Анальний плавець складається з 3—4 нерозгалужених та 7—9 гіллястих променів. Хвостовий плавець сильно роздвоєно, лопаті на кінці округлі. Верхня лопать має — 8 променів, нижня — 9.
Голова і тіло світло-коричневого забарвлення, нижня частина — світліше. Усі вуси білого кольору. Голова, тіло, жировий плавець вкрито численними великими округлими чорнуватими плямами з червонуватим відтінком, що часто зливаються одне з одним. Більш дрібні плями на голові та череві. Спинний, грудні, черевні та анальний плавці темні з білуватими краями. Усі плавці, окрім хвостового, мають білий край на перших передніх променях, в основі кожного — чорний трикутник. Хвостовий плавець темний, лопаті мають по краях білу смугу.

## Спосіб життя
Є бентопелагічною рибою. Зустрічається в водоймах з помірною течією та піщано-скелястим дном. Тримається берегових зон, на глибині до 30 м. Утворює невеличкі косяки. Вдень ховається у печерках або серед корчів. Активна вночі. Живиться водоростями, дрібними безхребетними та детритом. Молодь — водними кліщами, ікрою креветок і личинками комах.
Нерест відбувається у печері або ущелинах під час сезону дощів — в період з липня по жовтень. Самиця розсіює ікру на невеличкій площі. Мальки зростають повільно.

## Розповсюдження
Мешкає в озері Танганьїка — в межах Бурунді, Демократичної Республіки Конго, Танзанії, Замбії.